# Edward Albert Sharpey-Schäfer
sir Edward Albert Sharpey-Schäfer (Hornsey, 2 giugno 1850 – North Berwick, 29 marzo 1935) è stato un fisiologo inglese.

## Biografia
Dal 1899 è professore di fisiologia all'Università di Edimburgo. Fellow della Royal Society e socio straniero dei Lincei (1923), fornisce nel 1894 assieme a George Oliver la dimostrazione dell'azione vasocostrittrice dell'estratto di ghiandola surrenale. Per questo è considerato fra i precursori dell'endocrinologia. Propone il nome di calone a sostanze dovute a ghiandole a secrezione interna con il compito d'inibire (anziché di stimolare) la funzione di determinati organi lontani: ma tale denominazione non avrà fortuna e non è entrata nell'uso corrente, tanto che oggi tutti i prodotti di tutte le ghiandole a secrezione interna vengono chiamati ormoni.
Fra le sue opere principali: Experimental physiology (1912), The endocrine organs (1916). Nel 1908 fonda il "Quarterly journal of experimental physiology".